# Église Saint-Benoît de Villiers-Saint-Benoît
L'église Saint-Benoît de Villiers-Saint-Benoît est une église située à Villiers-Saint-Benoît, dans le département de l'Yonne, en France. Elle est consacrée à saint Benoît.

## Historique
Construit au XIIIe siècle, l'édifice est inscrit au titre des monuments historiques en 1997.
Les fresques murales découvertes en 1902 ont été classées monuments historiques le 6 novembre 1909.

## Description
Le trait le plus remarquable de l'église Saint-Benoît est la présence des fresques. 

Elle offre notamment un Dit des trois morts et des trois vifs, selon un thème incitant à la réflexion sur la fatalité de la mort et la vanité de la vie rencontré pour la première fois en poème avec Baudouin de Condé vers 1280. Ce genre d'illustration apparaît en France vers 1403 dans les Recueils de moralité. 

La fresque de Saint-Benoît montre trois jeunes chevaliers gentilshommes à cheval, interpellés dans un cimetière par trois morts qui leur rappellent la brièveté de la vie et l'importance du salut de leur âme. À droite on remarque deux enfants agenouillés devant leur patron Saint-Benoît.
On y voit conventionnellement : 
les signes de la mort : trois cadavres dans leur suaire portant une pierre tombale, un pic de fossoyeur et un dard ;
les signes des plaisirs de la vie : parures des trois jeunes seigneurs, caparaçons des chevaux, chasse : chiens, faucons ;
le salut : croix se dressant au lieu de la rencontre, « Ce que vous êtes nous l'avons été, ce que nous sommes vous le deviendrez ».

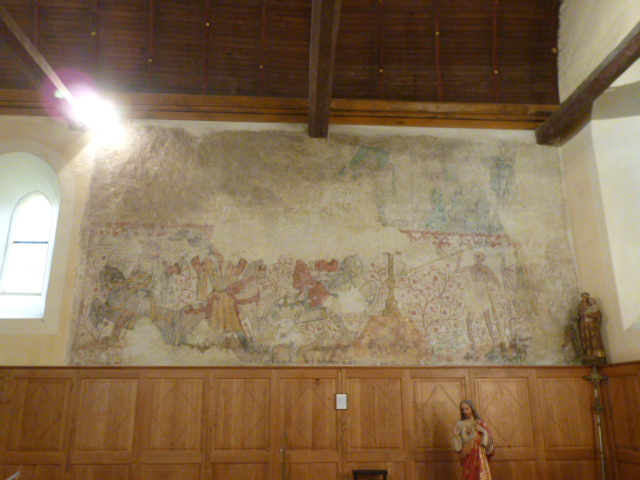
Fresque des 3 morts et des 3 vifs
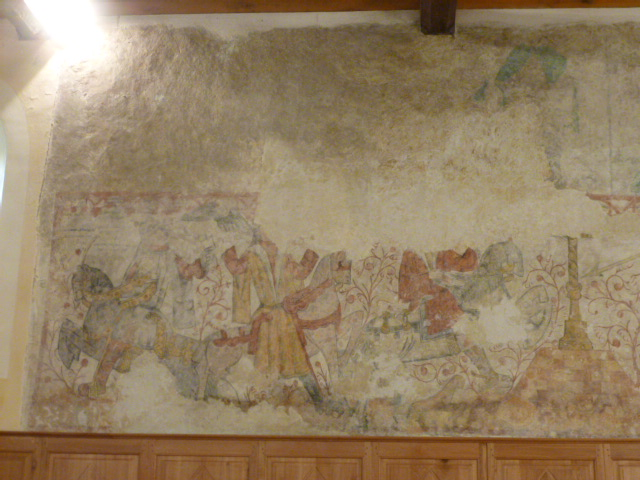
Fresque des 3 morts et des 3 vifs, vue partielle

### Références

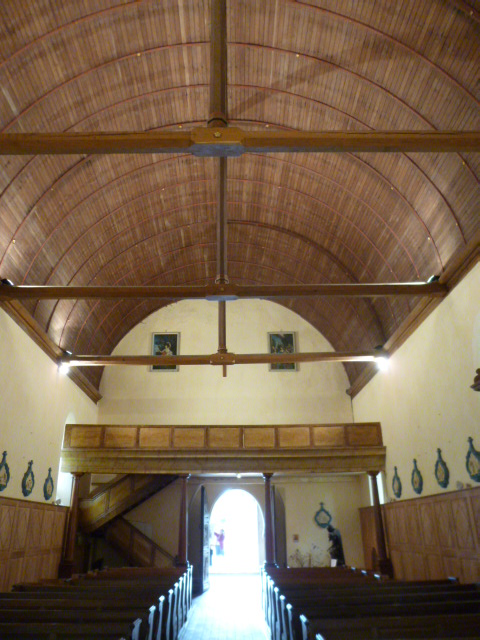
Nef, vue vers l'ouest
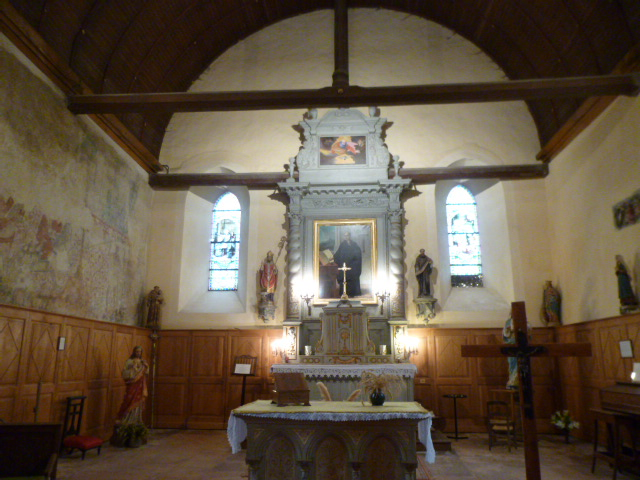
Abside. Fresque des 3 morts et des 3 vifs sur le mur à gauche
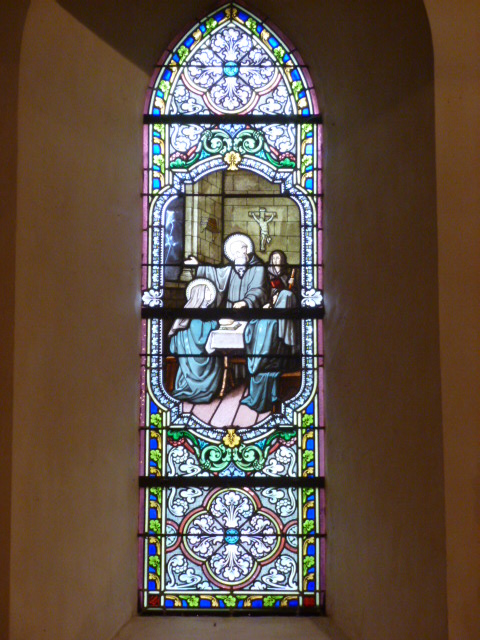
Vitrail à gauche du retable
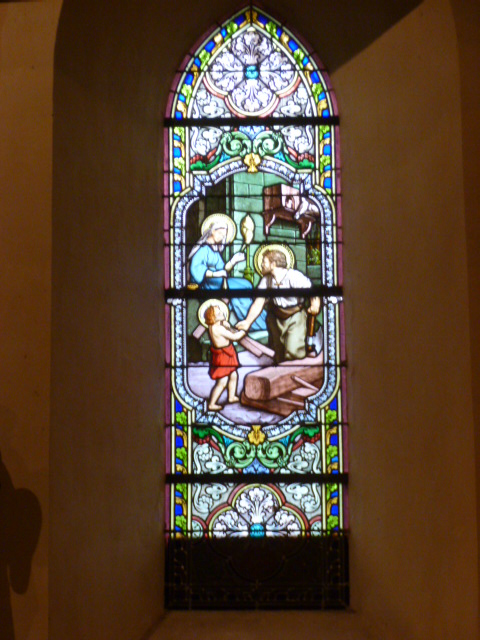
Vitrail à droite du retable - la Sainte Famille au quotidien